# Tajfun (film)
Tajfun (tytuł oryg. 태풍, Taepung) – południowokoreański dreszczowiec z 2005 roku w reżyserii Kwak Kyung-taek.

## Fabuła
Pokój na świecie jest zagrożony, ponieważ Myeong-shin (Jang Dong-gun) stał się piratem. Do akcji wkracza Se-jong – najlepszy komandos (Lee Jung-jae).

## Obsada
Źródło: Filmweb

- Lee Mi-yeon
- Lee Jung-jae – Se-jong
- Jang Dong-gun – Myeong-shin
- Chattapong Pantana-Angkul – Toto
- David Lee McInnis – Somchai
- David No – skórzana kurtka
- John David Dix (głos)

## Produkcja
Film miał największy budżet w historii południowokoreańskiego kina, wyniósł 15 000 000 dolarów amerykańskich, według nieoficjalnych informacji został jednak przekroczony.

## Odbiór
W ciągu pięciu dni od premiery film obejrzało 1 800 000 osób w Korei Południowej. Film zarobił tam 11 100 000 dolarów. Do 2 lipca 2006 roku w Stanach Zjednoczonych film zarobił 139 004 dolary amerykańskie.